# Charlwood
Charlwood is een civil parish in het bestuurlijke gebied Mole Valley, in het Engelse graafschap Surrey met 23267 inwoners.